# Matt Dunkley
Matthew Charles „Matt“ Dunkley (* 2. August 1964 in Croydon, England) ist ein britischer Orchestrator, Arrangeur und Dirigent, der zweifach für den Grammy nominiert wurde. Er arbeitete an über 190 Filmen mit und war für Künstler, wie unter anderen Billie Eilish, Massive Attack, Patti Smith, Badly Drawn Boy und Elliott Smith tätig. Er veröffentlichte weiters zwei Soloalben seiner eigenen klassischen Kompositionen.

## Karriere
Im Alter von 10 Jahren begann Dunkley Trompete und später Klavier zu spielen. Nach seinem Studium am „London College of Music“ wurde er für einige Jahre professioneller Trompetenspieler und Lehrer, bis er sich dem Arrangieren von Musik widmete.
1989 fing er als Assistent des Filmorchestrators Christopher Palmer an, mit dem er an Projekten wie den Rekonstruktionen von William Waltons Filmmusik oder der erneuten Aufnahme von Conrad Salingers MGM Musical Orchestrationen Nach Palmers frühzeitigem Tod arbeitete Dunkley einige Zeit in der Popmusik-Industrie.
Matt hat ebenfalls zum Erfolg von vielen Pop- und Rock-Acts beigetragen und mit seinem Arrangements zahlreichen Chart-Hits in seine eigene Note verliehen.
Seine Zusammenarbeit erstreckt sich auf renommierte Künstler wie Billie Eilish (seine Co-Arrangements ihres Bond-Songs „No Time To Die“, der Platz 1 in den UK-Charts erreichte), Dua Lipa, Lizzo, U2, Sam Smith, Dido, Melanie C, Catatonia, Tom Jones, The Pet Shop Boys, Eros Ramazzotti sowie für Jose Carreras, Luciano Pavarotti, Russel Watson, Vanessa-Mae und Il Divo.
Seit 1994 arbeitet Dunkley mit dem schottischen Komponisten Craig Armstrong an zahlreichen Filmprojekten, von denen viele Preise, wie z. B. den Golden Globe, zwei Baftas und 2 Ivor Novello Awards, gewonnen haben. Dunkley ist auch exklusiv für den indischen Komponisten A.R. Rahman als Orchestrator und Dirigent tätig. Seit 2009 hat er jeden Film für den Komponisten Clint Mansell arrangiert und dirigiert. Außerdem arbeitet er regelmäßig mit Filmkomponisten wie Nicholas Britell, Joe Kraemer, Randy Edelman, und Rolfe Kent.
Seine langjährige Partnerschaft mit dem renommierten Komponisten Hans Zimmer zeigt sich in Blockbuster-Filmen wie "Fluch der Karibik" 3 & 4, "Inception", "The Dark Knight", "The Dark Knight Rises", "James Bond: No Time to Die", "Kung Fu Panda 2 & 3" sowie "Top Gun - Maverick".
Weitere Filmerfolge umfassen Barbie, Judy, Mission: Impossible – Rogue Nation, Star Wars: Andor, The Great Gatsby, Moulin Rouge, Tatsächlich...Liebe, Die Mumie, Iron Man, Elizabeth: Das goldene Zeitalter und viele mehr. Zudem hat er an Videospielen wie Gotham Knights, Halo 4, Beyond: Two Souls und Halo 5 gearbeitet. Darüber hinaus hat Dunkley auch Musik für Spielfilme wie Die vier Musketiere und Storm Force sowie mehrere Serien für das britische Fernsehen, wie z. B. I Saw You, Rescue Me, Safe as Houses, Number 13 und Spirit Warriors komponiert.
Dunkley wurde gebeten, musikalischer Direktor für das Judy Garland-Film-Biopic "Judy" zu werden. Er arbeitete sehr eng mit der Hauptdarstellerin Renée Zellweger zusammen und arrangierte sowie dirigierte alle musikalischen Nummern im Film. Renées Leistung brachte ihr einen Golden Globe, einen BAFTA und einen Oscar ein.
Dunkley arbeitet auch an zahlreichen Werbekampagnen. Die bekannteste ist die aus dem Jahr 2016 stammende Weihnachtskampagne für Sainsbury’s, bei der er ein Lied des Oscargewinners Bret McKenzie (Flight of the Conchords) arrangierte und produzierte. Es wurde von James Corden unter Regie des Stop-motion-Animators Sam Fell vorgetragen.
Des Weiteren ist Dunkley ist des von Theaterprojekten. 2012 erhielt Dunkley den Auftrag, die Musik für Peter Pan: The Neverending Story zu schreiben, ein Arenamusical, basierend auf der Geschichte von JM Barrie. Für die gleiche Produktionsfirma (Music Hall Belgium) hat Dunkley auch Filmmusik für Flanders Fields komponiert, einem Musikstück, das am Commonwealth-Soldatenfriedhof Lijssenthoek bei Poperinge uraufgeführt wurde. Dunkley war außerdem Musical Director von Cinderella: A Fairly True Story, Premiere in Singapur 2015.
Weihnachten 2017 arrangierte Dunkley die Musik von Tschaikowskys Ballett Der Nussknacker für eine moderne Tanzinterpretation neu. Die Premiere fand in Brüssel statt. Im September 2018 dirigierte Matt Dunkley in Oslo die Premiere des Balletts Hamlet (Komponist Henrik Skram), getanzt vom Norwegischen Nationalballett.
Dunkley arbeitete mit vielen Orchestern Großbritanniens, wie z. B. The London Philharmonic Orchestra, The London Symphony Orchestra, The Royal Philharmonic Orchestra, The London Sinfonietta, The City of Birmingham Symphony Orchestra, The Royal Scottish National Orchestra, The BBC Scottish Symphony Orchestra und The Chamber Orchestra of London, sowie internationalen Ensembles wie The Los Angeles Philharmonic (beim Hollywood Bowl), The Sydney Symphony Orchestra (im Opernhaus Sydney), The Melbourne Symphony Orchestra, The Hong Kong Philharmonic, The Czech Symphony Orchestra, The NRK Symphony Orchestra (Oslo), The German Film Orchestra Babelsberg (Berlin), den Brüsseler Philharmonikern, The Bulgarian Symphony Orchestra, The Macedonian Symphony Orchestra, den Prager Philharmonikern, The Mons Orchestra (Brüssel) und The North West Symphony (Seattle).
Weiters ist Dunkley Music Director von Hans Zimmer's live Konzerten "The World of Hans Zimmer".
Dunkley hat mit Six Cycles und Cycles 7-16 zwei eigene klassische Soloalben unter dem Label von Village Green herausgebracht, das die Top 20 der UK Classical Charts erreichte. Beide wurden mit dem Deutschen Filmorchester Babelsberg in Berlin aufgenommen. Seine Kompositionen sind in Charlotte Edmonds zeitgenössischen Ballett Meta für das Royal Ballet  in London, im Film La Fete Des Meres sowie in Michael Moore's Dokumentation Fahrenheit 11/9 zu hören.

## Filmmusik (Auswahl)
- 1998 Dancing at Lughnasa (Musikvorbereitung)
- 1999 Best Laid Plans (Musikvorbereitung)
- 1999 The Bone Collector (zusätzlicher Orchestrierer / Musikkopist)
- 1999 The Muse (Musikkopist)
- 1999 An Ideal Husband (Musikvorbereitung)
- 1999 Mansfield Park (MIDI-Übertragung / beaufsichtigender Musikkopist)
- 1999 Plunkett & Macleane (zusätzlicher Orchestrierer / Musikvorbereitung)
- 2000 Looking for Alibrandi (Arrangeur)
- 2000 Saving Grace (zusätzlicher Orchestrierer)
- 2001 Driven (Arrangeur)
- 2001 Kiss of the Dragon (zusätzlicher Orchestrierer)
- 2001 Moulin Rouge! (zusätzlicher Arrangeur / Musikvorbereitung)
- 2001 The Invisible Circus (Dirigent / Arrangeur / Orchestrierer)
- 2002 American Psycho II (Video) (Arrangeur)
- 2002 The Magdalene Sisters (zusätzlicher Orchestrierer / Dirigent: Royal Scottish National Orchestra)
- 2002 Moonlight (Dirigent)
- 2003 American Wedding (Arrangeur)
- 2003 Love Actually (Orchestrierer)
- 2003 The Order (Dirigent) / (Orchestrierer)
- 2003–2005 Mile High (Fernsehserie) (Arrangeur - 34 Episoden)
- 2004 Alien vs. Predator (zusätzlicher Orchestrierer)
- 2004 The Clearing (Dirigent / Orchestrierer)
- 2004 The Prince & Me (Orchestrierer)
- 2004 Mindhunters (Arrangeur / Orchestrierer)
- 2005 Casanova (Fernsehminiserie) (Dirigent - 3 Episoden, 2005 / Orchestrierer - 3 Episoden, 2005)
- 2005 Die beste Mutter (Dirigent / Orchestrierer)
- 2005 Must Love Dogs (Orchestrierer)
- 2005 Mrs. Harris (Fernsehfilm) (Dirigent)
- 2005 Netaji Subhas Chandra Bose: The Forgotten Hero (Dirigent / Orchestrierer)
- 2005 A Lot Like Love (Arrangeur)
- 2006 Basic Instinct 2 (Dirigent / Orchestrierer)
- 2006 Cold Case (Fernsehserie) (Arrangeur - 1 Episode)
- 2006 Open Season (Dirigent)
- 2006 Peaceful Warrior (Dirigent: Orchester)
- 2006 World Trade Center (Dirigent: Chor / Orchestrierer)
- 2007 Arn - Der Kreuzritter (Arrangeur)
- 2007 The Assassination of Jesse James by the Coward Robert Ford (Dirigent / Orchestrierer)
- 2007 Elizabeth: The Golden Age (Orchestrierer)
- 2007 Pirates of the Caribbean: At World's End (Dirigent: Chor - als Matthew Dunkley)
- 2007 Röllin sydän (Orchestrierer)
- 2007 Sunshine (Dirigent)
- 2008 27 Dresses (Orchestrierer)
- 2008 The Incredible Hulk (Dirigent / Orchestrierer)
- 2008 The Mummy: Tomb of the Dragon Emperor (Orchestrierer)
- 2008 The Other Boleyn Girl (Orchestrierer)
- 2008 Iron Man (Orchestrierer)
- 2008 The Children (Dirigent / Orchestrierer)
- 2008 The Dark Knight (Dirigent: Orchester)
- 2009 All Inclusive (Dirigent / Orchestrierer)
- 2009 Blood: The Last Vampire (Dirigent)
- 2009 Grey's Anatomy (Fernsehserie) (Arrangeur - 1 Episode)
- 2009 The Invention of Lying (Dirigent / Orchestrierer)
- 2009 The Road (Dirigent / Arrangeur)
- 2010 127 Hours (Dirigent / Orchestrierer)
- 2010 Black Swan (Arrangeur: Musik aus „Swan Lake“ / Dirigent / Orchestrierer)
- 2010 Clash of the Titans (Orchestrierer)
- 2010 Enthiran (Dirigent / Orchestrierer)
- 2010 Inception (Dirigent)
- 2010 Kick-Ass (Orchestrierer)
- 2010 Wall Street: Money Never Sleeps (Arrangeur / Orchestrierer)
- 2011 The Dragon Pearl (Orchestertions)
- 2011 In Time (Orchestrierer)
- 2011 Kung Fu Panda 2 (score reader)
- 2011 Pirates of the Caribbean: On Stranger Tides (Dirigent: Chor)
- 2011 The Devil's Double (Dirigent)
- 2011 The Fades (Fernsehminiserie) (Dirigent - 6 Episoden)
- 2011 Zum Glück bleibt es in der Familie (Dirigent)
- 2012 Abraham Lincoln Vampirjäger (zusätzliche Orchestrierung)
- 2012 Der Hypnotiseur (Orchestrierer)
- 2012 Grabbers (Dirigent)
- 2012 Halo 4 (Computerspiel) (Dirigent / Orchestrierer)
- 2012 Madagascar 3 (Notenleser)
- 2012 Safe House (zusätzliche Orchestrierung)
- 2012 The Dark Knight Rises (Dirigent)
- 2013 2 Guns (Orchestrierer)
- 2013 Beyond: Two Souls (Computerspiel) (Dirigent / Orchestrierer)
- 2013 The Christmas Candle (Originalmusik-Orchestrierer)
- 2013 Walking with Dinosaurs (Orchestrierer)
- 2013 Drecksau (Dirigent / Orchestrierer)
- 2013 Fast & Furious 6 (zusätzlicher Orchestrierer)
- 2013 Jappeloup - Eine Legende (Orchestrierer)
- 2013 Stoker - Die Unschuld endet (Dirigent / Orchestrierer)
- 2013 Der große Gatsby (Orchestrierer)
- 2013 World War Z (Dirigent / Orchestrierer)
- 2014 Dracula Untold (zusätzlicher Orchestrierer)
- 2014 Kingsman: The Secret Service (zusätzlicher Orchestrierer)
- 2014 Noah (Dirigent / Orchestrierer)
- 2014 Pompeii (Dirigent: London / Orchestrierer)
- 2014 Seventh Son (Dirigent)
- 2014 The Legend of Hercules (Dirigent / Orchestrierer)
- 2015 Halo 5: Guardians (Computerspiel) (Dirigent)
- 2015 High-Rise (Dirigent / Orchestrierer)
- 2015 Man Down (Dirigent / Orchestrierer)
- 2015 Mission: Impossible - Rogue Nation (Orchestrierer)
- 2015 The Gunman (Dirigent / Orchestrierer)
- 2015 Victor Frankenstein (Orchestrierer)
- 2016 Me Before You (Orchestrierer)
- 2016 Their Finest (Orchestrierer)
- 2016 Kung Fu Panda 3 (Dirigent: Chor)
- 2016 Snøfall (Fernsehserie) (Dirigent - 24 Episoden)
- 2016 Warcraft: The Beginning (Notenvorleser)
- 2017 Battle of the Sexes - Gegen jede Regel (Orchestrierer)
- 2017 Viceroy's House (Dirigent / Orchestrierer)
- 2017 Ghost in the Shell (Dirigent / leitender Orchestrierer)
- 2017 Hexe Lilli rettet Weihnachten (Dirigent / Orchestrierer)
- 2017 Kingsman: The Golden Circle (Dirigent)
- 2017 Loving Vincent (Dirigent / Orchestrierer)
- 2017 No Way Out: Gegen die Flammen (Dirigent)
- 2017 The Boss Baby (Dirigent)
- 2017 The Death of Stalin (Dirigent)
- 2018 Call the Midwife (Fernsehserie) / (Dirigent – 1 Episode)
- 2018 Happy New Year, Colin Burstead (Orchestrierer)
- 2018 Hilfe, ich hab meine Eltern geschrumpft (Dirigent / Orchestrierer)
- 2018 Mackie Messer – Brechts Dreigroschenfilm (Orchestrierer)
- 2018 Mission: Impossible – Fallout (Dirigent)
- 2018 Mute (Dirigent / Orchestrierer)
- 2018 Stan & Ollie (Komponist: zusätzliche Musik / on-Set-Musikdirektor / Orchestrierer)
- 2018–19 Succession (Fernsehserie) (Orchestrierer – 18 Episoden)
- 2019 Berlin, I Love You (Orchestrierer)
- 2019 Gemini Man (Orchestrierer)
- 2019 His Dark Materials (Fernsehserie) (Dirigent – 8 Episoden)
- 2019 Judy (zusätzliche Musik / Dirigent / Musikdirektor)
- 2019 Niemandsland – The Aftermath (Dirigent / Orchestrierer)
- 2019 The King (Orchestrator)
- 2019 The Kid Who Would Be King (Arrangeur / Dirigent / leitender Orchestrierer)
- 2020 Locke & Key (Fernsehserie) (Dirigent – 10 Episoden)
- 2020 Rebecca (Dirigent) / (leitender Orchestrator)
- 2020 The Water Man (Orchestrator)
- 2020 Wonder Woman 1984 (Dirigent)
- 2021 Finding 'Ohana (Dirigent)
- 2021 Being the Ricardos (Dirigent der Originalmusik)
- 2021 Cruella (Orchestrator)
- 2021 Don't Look Up (Dirigent / Orchestrator)
- 2021 The Underground Railroad (Fernsehserie) (Dirigent / Orchestrator 10 Episoden)
- 2021 WandaVision (Fernsehserie) (Dirigent - 9 Episoden)
- 2022 Andor (Fernsehserie) (Dirigent / Musikdirektor - 12 Episoden)
- 2022 Call the Midwife (Fernsehserie) (Dirigent - 1 Episode)
- 2022 Top Gun: Maverick (Dirigent)
- 2022 Carmen (Orchestrator / Musikdirektor)
- 2022 Monster-Liga (Dirigent)
- 2023 Spider Man - Across the Spider Universe (Dirigent / Leitender Orchestrator)
- 2023 Barbie (Dirigent / Arrangeur / Orchestrator)
- 2024: Mufasa - Der König der Löwen (Orchestrator)

### Komponist
- 2000 I Saw You (Fernsehfilm)
- 2000 Safe as Houses (Fernsehfilm)
- 2002 Rescue Me (Fernsehserie) / (6 Episoden)
- 2005 The Three Musketeers (Fernsehserie) (2 Episoden)
- 2006 Fast Learners (Kurzfilm)
- 2006 Number 13 (Fernsehkurzfilm)
- 2006 Windkracht 10: Koksijde Rescue
- 2010 Spirit Warriors (Fernsehserie) (10 Episoden)
- 2010 Spirit Warriors: Backstage (Fernsehdokumentation)
- 2019 We (Postproduktion)

### Soundtrack
- 2018: Fahrenheit 11/9 (Dokumentarfilm) (Performer/Verfasser: „Cycle 2“, „Cycle 15“)
- 2020: Rebecca (Performer: „Dancing Till 3“, Verfasser: „Dancing Till 3“)

### Schauspieler
- 2018: Stan & Ollie (Film) (Dirigent)
- 2022: Andor (Fernsehserie) (Doktor Mullmoy)

## Diskografie

### Alben
- 2008: The 4 Musketeers (Original Motion Picture Soundtrack) (Label: MovieScore Media)
- 2016: Six Cycles (Label: Village Green)
- 2017: Cycles 7–16 (Label: Village Green)